# Józef Bartosik
Józef Czesław Bartosik (ur. 20 lipca 1917 w Topoli Wielkiej k. Ostrowa Wielkopolskiego, zm. 14 stycznia 2008 w Anglii) – polski kapitan marynarki i brytyjski kontradmirał (Rear-Admiral). W latach 1938–1946 służył w polskiej Marynarce Wojennej jako morski oficer pokładowy. Podczas II wojny światowej był oficerem artylerii na niszczycielach i krążowniku ORP „Conrad”. Po wojnie przyjęto go do Royal Navy, w której dowodził m.in. 5 Eskadrą Fregat i niszczycielem rakietowym HMS „London”. Karierę zakończył w 1969 roku na stanowisku zastępcy szefa Sztabu Operacyjnego Sił Morskich (Naval Staff Operations).

## Służba wojskowa
W 1935 roku został przyjęty na Wydział Morski Szkoły Podchorążych Marynarki Wojennej w Toruniu, który ukończył w 1938 roku z pierwszą lokatą i otrzymał promocję na stopień podporucznika marynarki ze starszeństwem od 1 października 1938. Następnie odbył kurs aplikacyjny i w połowie 1939 roku wyznaczono go oficerem wachtowym na szkunerze szkolnym ORP „Iskra”. Podczas kampanii wrześniowej uczestniczył w rejsie tego okrętu na Morzu Śródziemnym. Po wyokrętowaniu załogi w Maroku przebywał w Oddziale Wydzielonym Marynarki Wojennej we Francji, a następnie w Rezerwowej Grupie Oficerów na okręcie-bazie ORP „Gdynia” w Wielkiej Brytanii.
W 1940 roku został wyznaczony na oficera wachtowego i p.o. II oficera artylerii niszczyciela ORP „Błyskawica”. W pierwszej załodze niszczyciela ORP „Garland” był oficerem wachtowym, a później II oficerem artylerii. W międzyczasie czasowo pełnił obowiązki I oficera artylerii. Po awansie na porucznika marynarki w 1941 roku objął funkcję I oficera artylerii. Na pokładzie ORP „Garland” brał udział w działaniach na Morzu Śródziemnym i rajdzie na Spitsbergen, a także w konwojach arktycznych, atlantyckich, islandzkich i śródziemnomorskich. W 1942 roku został oficerem flagowym szefa Kierownictwa Marynarki Wojennej. Od 1943 roku służył na ORP „Błyskawica” jako I oficer artylerii i uczestniczył w operacji „Neptune”. W 1944 roku otrzymał stopień kapitana marynarki i powrócił do Kierownictwa Marynarki Wojennej na stanowisko oficera flagowego. W 1945 roku był I oficerem artylerii krążownika ORP „Conrad”. Po zakończeniu działań wojennych, pod koniec 1945 wyraził chęć powrotu do Polski. Wraz z kmdr. Stanisławem Dzienisiewiczem i kmdr. ppor. Borysem Karnickim wszedł w skład delegacji wybranej przez oficerów PMW do prowadzenia rozmów z KMW na temat warunków powrotu marynarzy na statkach do kraju. Trzej oficerowie opracowali sześcioczęściowy dokument pt. „Postawa Marynarki Wojennej wobec zagadnienia powrotu do kraju”, który był apelem dotyczący kwestii powrotu do ojczyzny. Zawierał m.in. zgodę marynarzy na powrót, zwracał uwagę na potrzeby zniszczonego wojną kraju, protest wobec niedoinformowania przez KMW marynarzy znajdujących się w Wielkiej Brytanii. Jednak ostatecznie Bartosik, na początku 1946 roku jako pierwszy z trójki zrezygnował z zamiaru powrotu i pozostał w Wielkiej Brytanii. W 1946 roku wydał w Londynie książkę pt. „Wierny Okręt”, w której wspominał służbę czasu wojny, zwłaszcza na pokładzie Garlanda. 2 lata później książkę wydano w Polsce.

## W Royal Navy
W kwietniu 1948 jako jeden z zaledwie trzech oficerów spośród setek polskich ochotników został przyjęty do Królewskiej Marynarki Wojennej, po czym skierowany do służby w zespołach okrętów eskortowych. W późniejszym czasie ukończył kurs sztabowy. W czerwcu 1952 został promowany na komandora podporucznika (Commander), w 1957 komandora (Captain). W latach 1955–1956 był dowódcą fregaty HMS „Comus”, a w latach 1960–1961 dowodził 5 Eskadrą Fregat i jednocześnie fregatą HMS „Scarborough”. Następnie pełnił funkcję dowódcy Bazy Lotniczej HMS „Culdrose”. W 1964 roku objął stanowisko dowódcy nowoczesnego niszczyciela rakietowego HMS „London”. W 1966 roku awansowany został do stopnia Rear Admiral (kontradmirała). Był pierwszym i jedynym Polakiem w historii brytyjskiej marynarki wojennej, który uzyskał rangę admiralską. Od 1966 do 1969 roku był zastępcą szefa Sztabu Operacyjnego Sił Morskich, po czym dość nieoczekiwanie, w wieku 51 lat przeszedł w stan spoczynku. Oficjalnym powodem była decyzja brytyjskich władz, stwierdzająca że Polacy, posiadający obywatelstwo brytyjskie nie mogą służyć w uważanych za elitarne RAF i Royal Navy.
W Royal Navy uważany był za oficera odznaczającego się wiedzą i nienagannym wyglądem, ale jednocześnie konfliktogennego, przez co miał liczne zatargi z podwładnymi. Krótko po zakończeniu wojny, od czasu wstąpienia do Royal Navy zerwał wszelkie kontakty z rodziną i polskimi towarzyszami broni. Był żonaty z córką brytyjskiego admirała.
Po zakończeniu kariery w Royal Navy pracował jako dyrektor w wielkim armatorskim przedsiębiorstwie kontenerowym Australia Europe Container Service and Australia New Zeland Europe Container Service do emerytury w 1981.

### Odznaczenia
- Srebrny Krzyż Orderu Wojennego Virtuti Militari
- Krzyż Walecznych
- Medal Morski z 3 okuciami
- Krzyż Komandorski (wojskowy) Orderu Łaźni (brytyjski)
- Distinguished Service Cross (brytyjski)
- 1939–1945 Star (brytyjski)
- Africa Star (brytyjski)
- Atlantic Star (brytyjski)
- France and Germany Star (brytyjski)
- War Medal (brytyjski)